# Rainbow (Fahrgeschäft)
Rainbow ist ein Fahrgeschäft, das von 1982 bis 2000 von der HUSS Maschinenfabrik GmbH & Co.KG. (jetzt Huss Rides) aus Bremen sowohl in einer stationären als auch in einer transportablen Ausführung realisiert worden ist.

## Aufbau
Der Mittelbau-Grundrahmen trägt den Turm, an dessen Ende ein Drehkörper mit zwei Auslegern befestigt ist. An den Enden dieser Ausleger sind Gegengewichte und Fahrgastträger montiert. Die Gondel wird durch die Parallelführung im Ausleger stets horizontal gehalten. Der Antrieb der gesamten Anlage erfolgt hydraulisch. Ebenso erfolgt das Ausrichten des Mittelbauwagens, des Fahrgastschiff-Transportwagens und das Aufrichten des Turms bei der Reiseversion hydraulisch. Aufgrund einer HUSS-Vorgabe im Jahr 2000 mussten alle Rainbow-Fahrgeschäfte nachträglich mit zusätzlichen Sicherheitsgurten ausgestattet werden.
Ein weiteres ähnliches Fahrgeschäft ist der „Fliegende Teppich“.

## Fahrweise
Aufbauend auf dem Prinzip des Fahrgeschäftes „1001 Nacht“ der Firma Weber und „Ali Baba“ der Firma A.R.M und anlehnend an das Fahrgeschäft „Ranger“, welches ebenfalls von der HUSS Maschinenfabrik GmbH & Co.KG. in den frühen 1980er Jahren entwickelt und gebaut worden ist, bietet das Fahrgeschäft Rainbow eine Gondel, die bis zu 36 Personen in drei Sitzreihen aufnehmen kann. Die Blickposition der Fahrgäste ist nach vorne gerichtet. Da die Gondel im Vergleich zu dem Fahrgeschäft „Ranger“ während der gesamten Fahrt stets horizontal gehalten wird, ist eine Überkopf-Fahrt mit dem Rainbow nicht möglich.

## Stationäre Anlagen in Freizeitparks
| Name           | Freizeitpark               | Land                   | Öffnungsjahr | Status     |
| -------------- | -------------------------- | ---------------------- | ------------ | ---------- |
| Aztec          | Walibi Holland             | Niederlande            | 2000–2008    | entfernt   |
| Conestoga      | Hersheypark                | Vereinigte Staaten     | 1984–2002    | entfernt   |
| Conestoga      | Lake Winnepesaukah         | Vereinigte Staaten     | 2002         | In Betrieb |
| Crazy Waggon   | Hopi Hari                  | Brasilien              | 1999         | In Betrieb |
| Crazy Wagon    | Parque de la Costa         | Argentinien            | 1999         | In Betrieb |
| Dragon Temple  | Legendia                   | Polen                  | 2017         | In Betrieb |
| Jambore        | Cavallino Matto            | Italien                | 2007–2015    | entfernt   |
| Rainbow        | Blackpool Pleasure Beach   | Vereinigtes Königreich | 1987–1990    | entfernt   |
| Rainbow        | Bobbejaanland              | Belgien                | 1985–2000    | entfernt   |
| Rainbow        | Chapultepec Park           | Mexiko                 | 1999         | In Betrieb |
| Rainbow        | Magicpark Land             | Frankreich             | ????         | In Betrieb |
| Rainbow        | Coney Island               | Vereinigte Staaten     | 1999         | entfernt   |
| Rainbow        | Dyrehavsbakken             | Dänemark               | 1983–1992    | entfernt   |
| Rainbow        | Dixie Landin               | Vereinigte Staaten     | 2007         | In Betrieb |
| Rainbow        | Esselworld                 | Indien                 |              | In Betrieb |
| Rainbow        | Elitch Gardens Theme Park  | Vereinigte Staaten     | 1985–2014    | entfernt   |
| Rainbow        | Gardaland                  | Italien                | 1999         | entfernt   |
| Rainbow        | Heide Park Resort          | Deutschland            | 1992–2008    | entfernt   |
| Rainbow        | La Ronde                   | Kanada                 | 1999         | In Betrieb |
| Rainbow        | Liseberg                   | Schweden               | 1983–2008    | entfernt   |
| Rainbow        | Mapple Leaf Village        | Kanada                 | 1982–1984    | entfernt   |
| Rainbow        | Mundo Divertido            | Mexiko                 |              | entfernt   |
| Rainbow        | Myrtle Beach Pavillon      | Vereinigte Staaten     | 1984–2002    | entfernt   |
| Rainbow        | Nanhu Park                 | Volksrepublik China    | 1999         | entfernt   |
| Rainbow        | Playland Amusement Park    | Kanada                 | 1999         | In Betrieb |
| Rainbow        | Seaworld                   | Vereinigte Staaten     | 1999         | entfernt   |
| Rainbow        | Serengeti Park             | Deutschland            | 1994–2011    | entfernt   |
| Rainbow        | Six Flags Great Escape     | Vereinigte Staaten     | 1999–2007    | entfernt   |
| Rainbow        | Six Flags Kentucky Kingdom | Vereinigte Staaten     | 1995         | In Betrieb |
| Rainbow        | Djurs Sommerland           | Dänemark               | 2012         | entfernt   |
| Rainbow        | Southport Pleasureland     | Vereinigtes Königreich | 1991–1999    | entfernt   |
| Rainbow        | Toshimaen                  | Japan                  | 1999         | In Betrieb |
| Rainbow        | Wonderland                 | Vereinigte Staaten     | 1999         | In Betrieb |
| Rainbow        | Yokohama Dreamland         | Japan                  | 1999–2002    | entfernt   |
| Rainbow        | Escape Theme Park          | Singapur               | 2000–2009    | entfernt   |
| Sateenkaari    | Linnanmäki                 | Finnland               | 1984         | entfernt   |
| Trono de Pakal | Port Aventura              | Spanien                | 1995–2006    | entfernt   |